# Mustapha Tchaker
 (mars 2023).
Si vous disposez d'ouvrages ou d'articles de référence ou si vous connaissez des sites web de qualité traitant du thème abordé ici, merci de compléter l'article en donnant les références utiles à sa vérifiabilité et en les liant à la section « Notes et références ».
Mustapha Tchaker (en arabe: مصطفى تشاكر), né le 10 mars 1936 à Blida en Algérie, mort en 1959, est un combattant de la guerre d'Algérie, et un joueur de l'Union sportive madinet Blida.

## Biographie

### Enfance
Mustapha Tchaker est né le 10 mars 1936 dans la ville de Blida. Il est le fils d'Ahmed et de Boufridi Nafisa. Il est élevé au sein d'une famille aisée, selon les principes islamiques, dans la région d'Aqaba Al-Hamra à Blida. Il étudie à l'école coranique et travaille comme cordonnier aux côtés de son père. Sa passion pour le football le fait rejoindre les rangs de l'Union sportive madinet Blida, où il évolue comme ailier gauche.

### Parcours militaire
Après la décision d'arrêter toute activité sportive en Algérie par l'armée française, Mustapha Tchaker rejoint les rangs de l'Armée de libération nationale (ALN) en 1956 à la Wilaya IV (Algérois) où il est responsable de la deuxième zone et continue à lutter contre l'armée française, jusqu'à ce qu'il soit tué en 1959.

### Hommage
- Le stade de Blida est nommé Mustapha-Tchaker en hommage à ce martyr de la guerre d'indépendance en 2001[3].